# Герксгеймер, Карл
Карл Герксгеймер (нем. Karl Herxheimer) (26 июня 1861, Висбаден, Германия — 6 декабря 1942, Терезиенштадт, Чехословакия) — немецкий дерматолог и венеролог, описавший реакцию, названную реакция Яриша — Герксгеймера.

## Биография
Родился 26 июня 1861 года в Висбадене в еврейской семье, родители Герман Герксгеймер и Жанетт Герксгеймер (урождённая Либман). Учился во Фрайбургском, в Бреславском, Страсбургском, Вюрцбургском университетах.
В 1885 году защитил диссертацию на соискание степени доктора медицины в Вюрцбурге. Впоследствии был ассистентом в патологическом институте во Франкфурте-на-Майне, а в Бреслау, учился с Альбертом Нейссером, первооткрывателем гонококка. В 1885 году стал специалистом в области дерматологии во Франкфурте.
В 1894 году — директор дерматологической клиники Франкфурта-на-Майне. Вместе с Паулем Эрлихом участвовал в создании университета во Франкфурте (основан в 1912 году). С 1914 года — ординарный профессор кафедры кожных и венерических болезней медицинского факультета Франкфуртского университета.

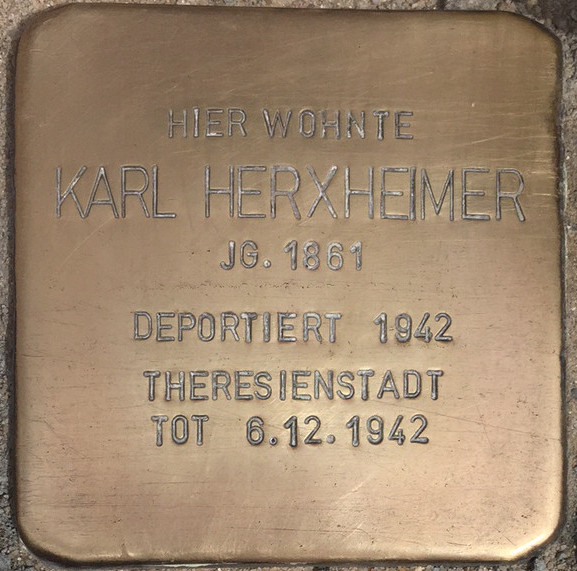
«Камень преткновения» в память о Герксгеймере во Франкфурте

После прихода нацистов к власти в Германии в 1933 году, начались гонения на евреев. Близкие пытались убедить ушедшего в отставку по возрасту с должности профессора Герксгеймера покинуть Германию, однако он остался.
28 августа 1942 года Герксгеймера арестовало гестапо, несмотря на большие научные заслуги. Через несколько дней его доставили в концентрационный лагерь Терезиенштадт в Чехии, где он умер от голода и дизентерии 6 декабря 1942 года.

## Научная деятельность
- Описал резкое ухудшение состояния здоровья при лечении больного сифилисом, названное впоследствии реакция Яриша — Герксгеймера.
- Описал акродерматит атрофический хронический (Герксгеймера — Гартманна атрофический акродерматит), описанный раннее в 1895 году чешским дерматологом Ф. Й. Пиком (1834—1910) под названием «эритромелия Пика».

## Семья
Отец Карла Герман Герксгеймер был предпринимателем. Он обеспечил своим 11 детям от двух браков возможность учиться и достичь высокого положения в обществе. Старший брат Карла Соломон (1841—1899) также был известным врачом-дерматологом во Франкфурте. 14 октября 1890 года Карл женился на Ольге Гёпнер (1868—1928). Фармаколог Эндрю Герксгеймер (1925—2016) был его внучатым племянником.